# Hugh Scallan
Le révérend père Hugh Scallan, né John Aloysius Scallan le 8 septembre 1851 en Irlande à Rathmines (Dublin) et mort le 6 mai 1928 à Sianfu, en Chine, connu aussi comme le Père Hugo, est un missionnaire et botaniste irlandais qui vécut en Chine où il collecta de nombreuses plantes.

## Biographie
John Aloysius Scallan naît d'Aloysius et Catherine Scallan. Il est formé en Irlande et en France et le 30 mai 1874 il est reçu comme novice chez les Franciscains, dans un de leurs couvents belges à Tielt. Il y reçoit le nom de religion de Hugh (Hugues en français). Le 10 avril 1882,  il est ordonné prêtre à Liège et il est affecté au couvent de Gorton à Manchester. Plus tard il enseigne comme vice-recteur à Manchester, avant d'être envoyé en avril 1886 comme missionnaire en Chine à Sianfu dans la province de Shaanxi. Il y collecte de nombreux semis et plantes inconnus en Occident qu'il envoie aux jardins botaniques royaux de Kew à Londres. Il a été accompagné pendant certaines de ses expéditions botaniques par le missionnaire et botaniste italien, le père Giuseppe Giraldi (1848-1901).
Au cours de la révolte des Boxers, en 1900, le P. Scallan manque de perdre la vie par une foule déchaînée. Il survit et meurt en Chine vingt-huit ans plus tard, auprès de ses fidèles.

## Hommages
En 1905, William Botting Hemsley lui dédie le rosier Rosa hugonis et en 1908 Oldfield Thomas nomme le hérisson Mesechinus hughi en son honneur.